# Ezequiel Santos da Silva
Ezequiel Santos da Silva, mais conhecido como Ezequiel (Rio de Janeiro, 9 de março de 1998) é um futebolista brasileiro que atua como ponta-direita e meia-atacante. Atualmente joga no Athletic.

## Carreira

### Antecedentes
Morador do Méier, Zona Norte do Rio de Janeiro, Ezequiel sempre preferiu futebol de campo e jogar no ataque. Mas teve que se contentar com as quadras no início. Aos oito anos, o começo no futsal foi por ser mais acessível: um amigo de seu pai tinha uma escolinha chamada "Casa Branca" no mesmo bairro onde vivia.
Conseguiu vaga no futsal do America e depois de muitos gols nas quadras, veio a sonhada chance no gramado. Mas não direto no ataque. Com o setor concorrido por jogadores um pouco mais velhos, sobrou a posição de lateral-direito para ele. Da ala, passou para o meio-campo, virou volante, até que no ano seguinte os "veteranos" estouraram a idade, só aí pôde se tornar atacante. Foi federado (para disputar campeonatos oficiais pela primeira vez) ainda no America, onde jogou por quatro anos.
A saída do America para o Audax Rio encurtou os trajetos para os treinos, mas durou poucos meses. Seu empresário logo conseguiu uma vaga em uma peneira do Botafogo em Marechal Hermes. Porém, o que era para ser um simples teste virou um longo e cansativo processo que começou no segundo semestre de 2011 e se arrastou até meados de 2012. Depois disso, Ezequiel virou jogador do Botafogo. Mas, outra vez, precisou ser resiliente diante de poucas oportunidades de jogar – era reserva daquela geração que foi vice-campeã da Copa do Brasil Sub-17 de 2015. Fora da Copinha de 2016, aceitou o desafio de fazer um intercâmbio com o Golden State White, dos Estados Unidos. Lá, marcou sete gols e foi destaque da Dallas Cup.
Quando retornou ao Botafogo, encontrou uma comissão técnica diferente, já sob o comando de Eduardo Barroca. Foi com o treinador que Ezequiel começou a chamar a atenção, mas ainda assim demorou a ganhar oportunidades diante da forte concorrência do setor.

### Botafogo
Em 16 de setembro de 2017, Ezequiel renovou seu contrato com o Botafogo até o final de 2019. A multa rescisória ficou estipulada em R$ 16 milhões para o mercado nacional e R$ 20 milhões para o mercado internacional. Sua estreia como profissional aconteceu em 27 de novembro, entrando como substituto no lugar de Rodrigo Lindoso quando sua equipe foi derrotada fora de casa por 2 a 0 para o Palmeiras, pela Série A de 2017. Seu primeiro gol aconteceu em 3 de dezembro, quando sua equipe empatou em casa por 2 a 2 contra o Cruzeiro.
Em 6 de dezembro, após boas atuações, Ezequiel foi oficialmente promovido ao profissional do Botafogo. No entanto, suas atuações despertaram a atenção de Jair Ventura, que o aproveitou em parte dos dois últimos jogos da Série A de 2017. Assim, participando do elenco que foi campeão do Campeonato Carioca de 2018. Em 30 de abril de 2018, Ezequiel renovou mais uma vez com o Botafogo até 2022. No total, Ezequiel fez 24 partidas e marcou apenas um gol.

### Sport
Em 14 de janeiro de 2019, sem espaço no Botafogo, Ezequiel foi emprestado ao Sport juntamente com seu colega Leandrinho. Sua estreia no clube pernambucano foi em 19 de janeiro, quando sua equipe foi derrotada em casa por 3 a 2 para o Flamengo de Arcoverde, pelo Campeonato Pernambucano de 2019. Seu primeiro gol aconteceu em 27 de janeiro, quando sua equipe venceu em casa por 3 a 1 contra o Náutico.
Não tardou nada para cair nas graças da torcida rubro-negra, Ezequiel revelou surpresa com início avassalador no Sport e apostou no ataque com Hernane Brocador. Começou muito bem, foi eleito o craque do Campeonato Pernambucano de 2019 e foi responsável pelo título estadual. Entretanto, não foi tão bem na Série B de 2019: 16 jogos, 915 minutos como titular e nenhum gol. Na temporada, foi o segundo jogador com mais jogos: 30 em 33 do clube, com quatro gols marcados.

### Cruzeiro
Em 30 de agosto de 2019, Ezequiel foi emprestado ao Cruzeiro até o fim do ano, Botafogo vai receber R$ 500 mil pelo empréstimo e vai repassar parte do valor ao Sport, clube que o jogador vinha atuando desde o começo do ano. Sua estreia aconteceu em 8 de setembro, quando entrou como substituto de Thiago Neves em uma derrota em casa por 4 a 1 para o Grêmio, pela Série A de 2019.
Ele agradou muito a Rogério Ceni na sua chegada, porém Ezequiel não fez um grande ano pelo Cruzeiro, com 14 jogos e nenhum gol. Além disso, esteve presente no time que foi rebaixado na Série A de 2019, no qual foi o primeiro rebaixamento do clube mineiro na história. Em 11 de dezembro, foi anunciado que ele não teria seu contrato renovado e voltaria ao Botafogo.

### Sanfrecce Hiroshima
Em 26 de dezembro de 2019, Ezequiel foi vendido ao Sanfrecce Hiroshima, negociando 70% dos direitos federativos do jovem por 1,2 milhão de euros (R$ 5.405.760,00, na cotação atual), assinando um vínculo de três anos com a equipe japonesa. Sua estreia aconteceu em 1 de agosto de 2020, entrando como substituto de Tsukasa Morishima em uma vitória fora de casa sobre o Yokohama FC por 2 a 0, pela J-League de 2020.[carece de fontes?]
Em 9 de setembro, o atacante marcou seu primeiro gol na estreia como titular do Sanfrecce Hiroshima e abriu a goleada de 4 a 1 sobre o Shimizu S-Pulse, em casa, pela J-League de 2020.

## Títulos
Botafogo
- Campeonato Carioca: 2018[carece de fontes?]

Sport
- Campeonato Pernambucano: 2019[carece de fontes?]

Sanfrecce Hiroshima
- Copa da Liga Japonesa: 2022[carece de fontes?]